# Kathleen MacLeod
Kathleen MacLeod, född den 23 oktober 1986 i Melbourne, Australien, är en australisk basketspelare som tog OS-brons i dambasket vid olympiska sommarspelen 2012 i London. 